# Ponsan-Soubiran
Ponsan-Soubiran (Ponsan Sobiran en gascon) est une commune française située dans le sud du département du Gers en région Occitanie. Sur le plan historique et culturel, la commune est dans le pays d'Astarac, un territoire du sud gersois très vallonné, au sol argileux, qui longe le plateau de Lannemezan.
Exposée à un climat océanique altéré, elle est drainée par la Baïse et par divers autres petits cours d'eau.
Ponsan-Soubiran est une commune rurale qui compte 73 habitants en 2022, après avoir connu un pic de population de 372 habitants en 1831.  Ses habitants sont appelés les Ponsannais ou  Ponsannaises.
Le patrimoine architectural de la commune comprend un immeuble protégé au titre des monuments historiques : l'église Notre-Dame de l'Assomption, inscrite en 2015.

## Géographie

### Localisation

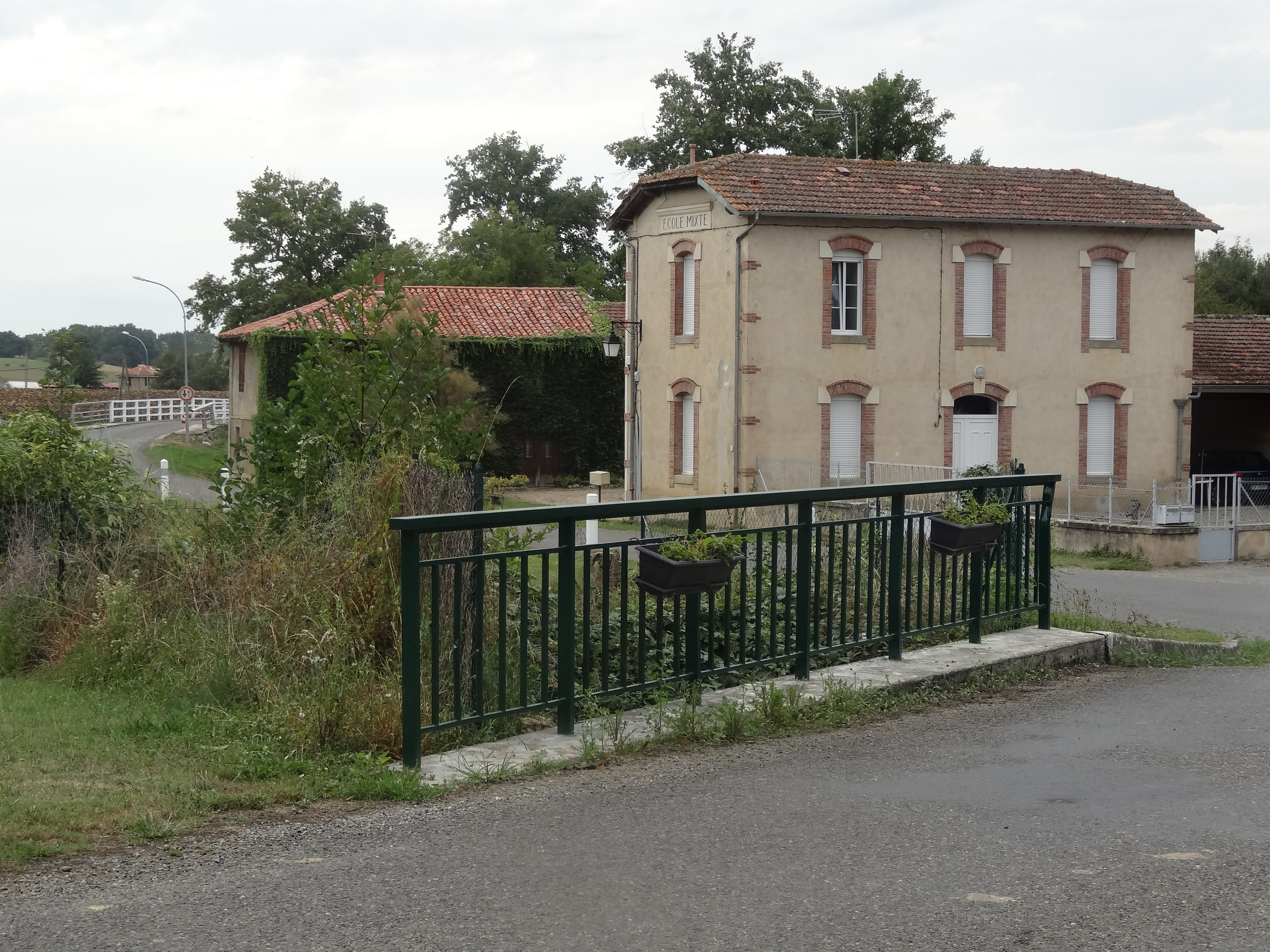
Rue principale.

La commune est limitrophe du département des Hautes-Pyrénées.
Ponsan-Soubiran est une commune de Gascogne située sur la Petite Baïse et faisant partie de la région historique de l'Astarac.

### Communes limitrophes
Les communes limitrophes sont  Aujan-Mournède, Cuélas, Guizerix, Larroque, Monlaur-Bernet et Saint-Ost.
| Saint-Ost | Aujan-Mournède             |                            |
| Cuélas    | Ponsan-Soubiran            | Monlaur-Bernet             |
|           | Guizerix (Hautes-Pyrénées) | Larroque (Hautes-Pyrénées) |

### Géologie et relief
Ponsan-Soubiran se situe en zone de sismicité 2 (sismicité faible).
Cette commune a en son domaine le point culminant du département du Gers, le Mont Cassin à 377 mètres d'altitude.[réf. nécessaire]

### Hydrographie

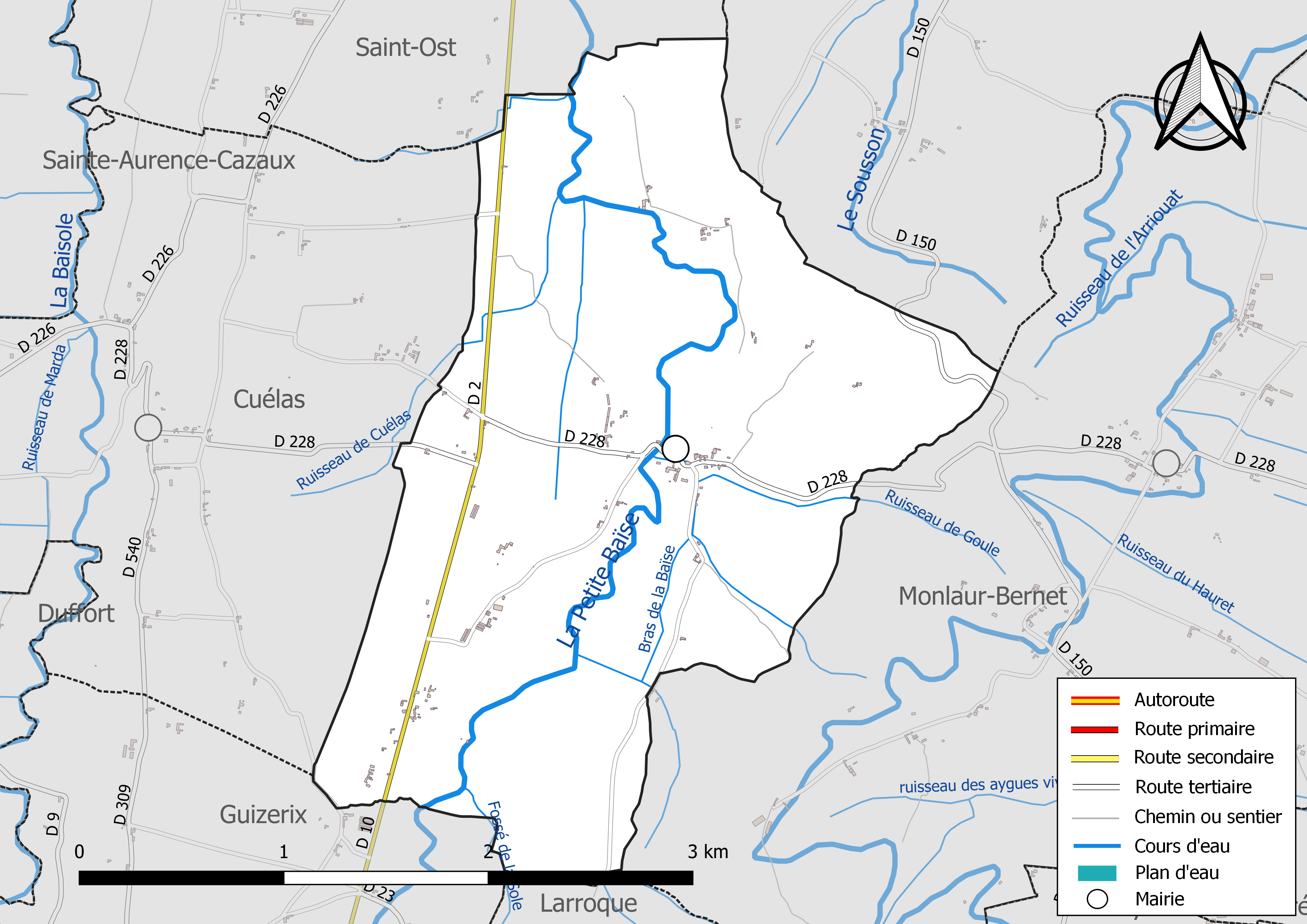
Réseaux hydrographique et routier de Ponsan-Soubiran.

La commune est dans le bassin de la Garonne, au sein du bassin hydrographique Adour-Garonne. Elle est drainée par la Baïse, un bras de la Baïse, Fossé de la Sole, le ruisseau de Cuélas, le ruisseau de Goule et par divers petits cours d'eau, qui constituent un réseau hydrographique de 13 km de longueur totale,.
La Baïse, d'une longueur totale de 187,6 km, prend sa source dans la commune de Capvern et s'écoule vers le nord. Elle traverse la commune et se jette dans la Garonne à Saint-Léger, après avoir traversé 52 communes.

### Climat
Pour des articles plus généraux, voir Climat de l'Occitanie et Climat du Gers.
En 2010, le climat de la commune est de type climat océanique altéré, selon une étude s'appuyant sur une série de données couvrant la période 1971-2000. En 2020, Météo-France publie une typologie des climats de la France métropolitaine dans laquelle la commune est toujours exposée à un climat océanique altéré et est dans la région climatique Aquitaine, Gascogne, caractérisée par une pluviométrie abondante au printemps, modérée en automne, un faible ensoleillement au printemps, un été chaud (19,5 °C), des vents faibles, des brouillards fréquents en automne et en hiver et des orages fréquents en été (15 à 20 jours).
Pour la période 1971-2000, la température annuelle moyenne est de 12,7 °C, avec une amplitude thermique annuelle de 15 °C. Le cumul annuel moyen de précipitations est de 873 mm, avec 10 jours de précipitations en janvier et 6,6 jours en juillet. Pour la période 1991-2020, la température moyenne annuelle observée sur la station météorologique la plus proche, située sur la commune de Sadeillan à 12 km à vol d'oiseau, est de 13,6 °C et le cumul annuel moyen de précipitations est de 900,9 mm,. Pour l'avenir, les paramètres climatiques de la commune estimés pour 2050 selon différents scénarios d’émission de gaz à effet de serre sont consultables sur un site dédié publié par Météo-France en novembre 2022.

### Milieux naturels et biodiversité
Aucun espace naturel présentant un intérêt patrimonial n'est recensé sur la commune dans l'inventaire national du patrimoine naturel,,.

## Urbanisme

### Typologie
Au 1er janvier 2024, Ponsan-Soubiran est catégorisée commune rurale à habitat très dispersé, selon la nouvelle grille communale de densité à sept niveaux définie par l'Insee en 2022.
Elle est située hors unité urbaine et hors attraction des villes,.

### Occupation des sols
L'occupation des sols de la commune, telle qu'elle ressort de la base de données européenne d’occupation biophysique des sols Corine Land Cover (CLC), est marquée par l'importance des territoires agricoles (77,7 % en 2018), une proportion identique à celle de 1990 (77,7 %). La répartition détaillée en 2018 est la suivante : 
terres arables (56,6 %), forêts (22,3 %), zones agricoles hétérogènes (21 %). L'évolution de l’occupation des sols de la commune et de ses infrastructures peut être observée sur les différentes représentations cartographiques du territoire : la carte de Cassini (XVIIIe siècle), la carte d'état-major (1820-1866) et les cartes ou photos aériennes de l'IGN pour la période actuelle (1950 à aujourd'hui).

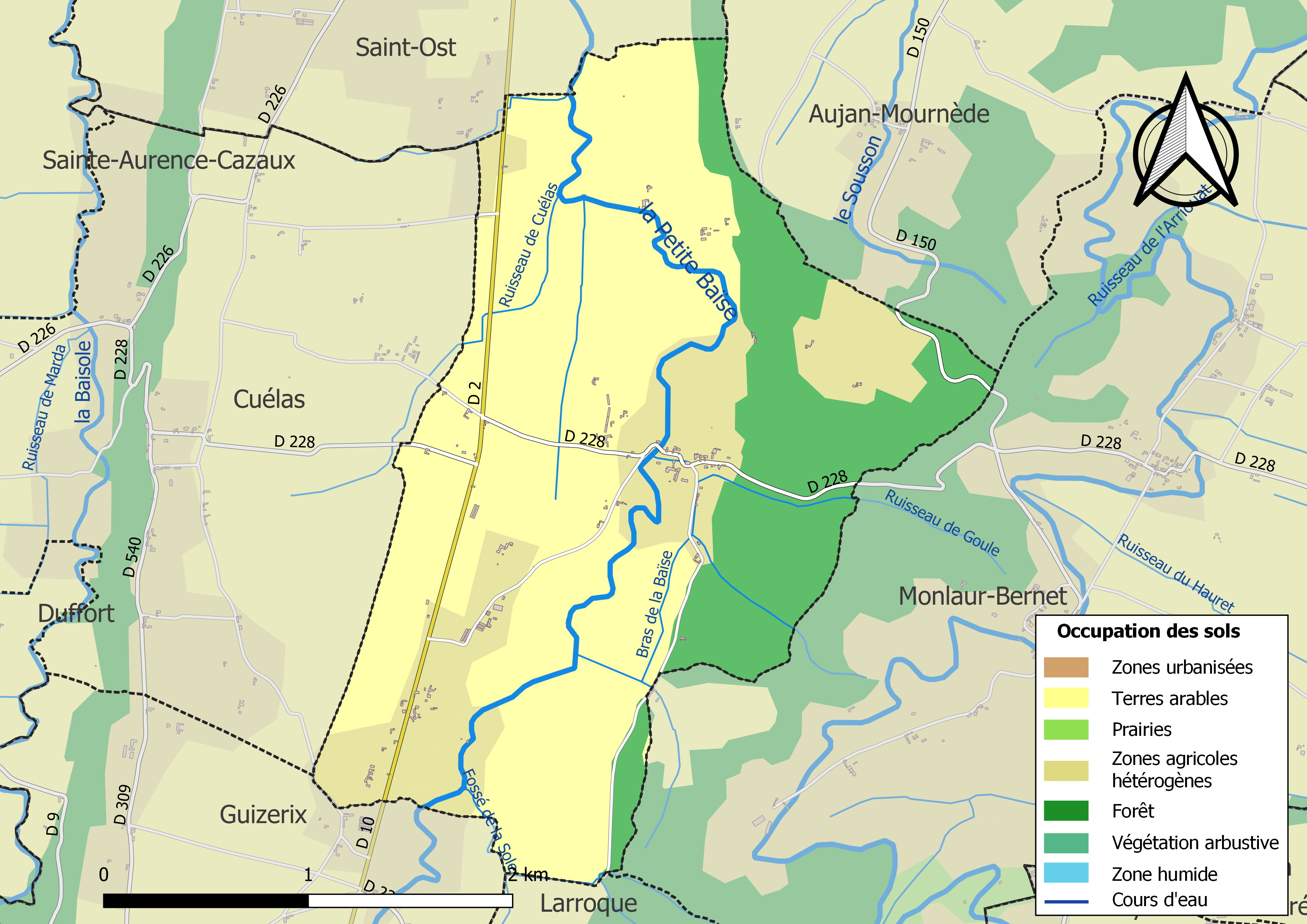
Carte des infrastructures et de l'occupation des sols de la commune en 2018 (CLC).

### Risques majeurs
Le territoire de la commune de Ponsan-Soubiran est vulnérable à différents aléas naturels : météorologiques (tempête, orage, neige, grand froid, canicule ou sécheresse), inondations et séisme (sismicité faible). Un site publié par le BRGM permet d'évaluer simplement et rapidement les risques d'un bien localisé soit par son adresse soit par le numéro de sa parcelle.
Certaines parties du territoire communal sont susceptibles d’être affectées par le risque d’inondation par débordement de cours d'eau, notamment la Petite Baïse. La cartographie des zones inondables en ex-Midi-Pyrénées réalisée dans le cadre du XIe Contrat de plan État-région, visant à informer les citoyens et les décideurs sur le risque d’inondation, est accessible sur le site de la DREAL Occitanie. La commune a été reconnue en état de catastrophe naturelle au titre des dommages causés par les inondations et coulées de boue survenues en 1999, 2009 et 2019,.

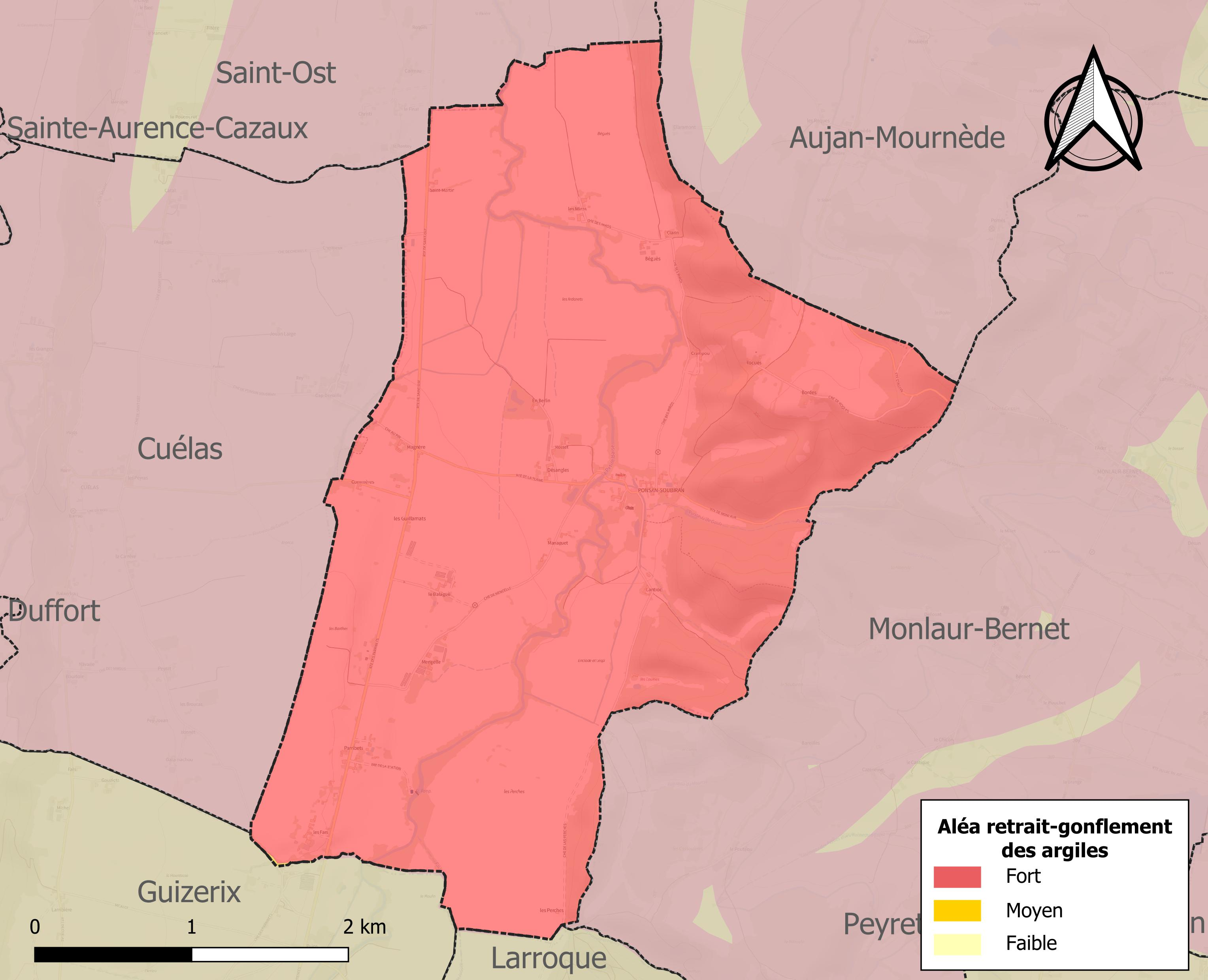
Carte des zones d'aléa retrait-gonflement des sols argileux de Ponsan-Soubiran.

Le retrait-gonflement des sols argileux est susceptible d'engendrer des dommages importants aux bâtiments en cas d’alternance de périodes de sécheresse et de pluie. La totalité de la commune est en aléa moyen ou fort (94,5 % au niveau départemental et 48,5 % au niveau national). Sur les 60 bâtiments dénombrés sur la commune en 2019, 60 sont en aléa moyen ou fort, soit 100 %, à comparer aux 93 % au niveau départemental et 54 % au niveau national. Une cartographie de l'exposition du territoire national au retrait gonflement des sols argileux est disponible sur le site du BRGM,.
Par ailleurs, afin de mieux appréhender le risque d’affaissement de terrain, l'inventaire national des cavités souterraines permet de localiser celles situées sur la commune.
Concernant les mouvements de terrains, la commune a été reconnue en état de catastrophe naturelle au titre des dommages causés par la sécheresse en 1989 et 2016 et par des mouvements de terrain en 1999.

## Histoire
Le château de Ponsan Soubiran et les terres environnantes auraient appartenu à un des ministres de Louis XVI au XVIIIe siècle. Le château ayant brulé en 1870, il a été reconstruit durant les années suivantes. Le premier maïs hybride du département y a été planté vers les années 1900 par M. Estebe, propriétaire du château.
Une école mixte ainsi qu'une boulangerie ont été les principales activités du village au XXe siècle, mais elles sont fermées aujourd'hui. Depuis 1989, la métairie est le lieu d'une exploitation agricole qui produit des glaces l'été et des canards ainsi que des confitures à l'année.

### Enseignement

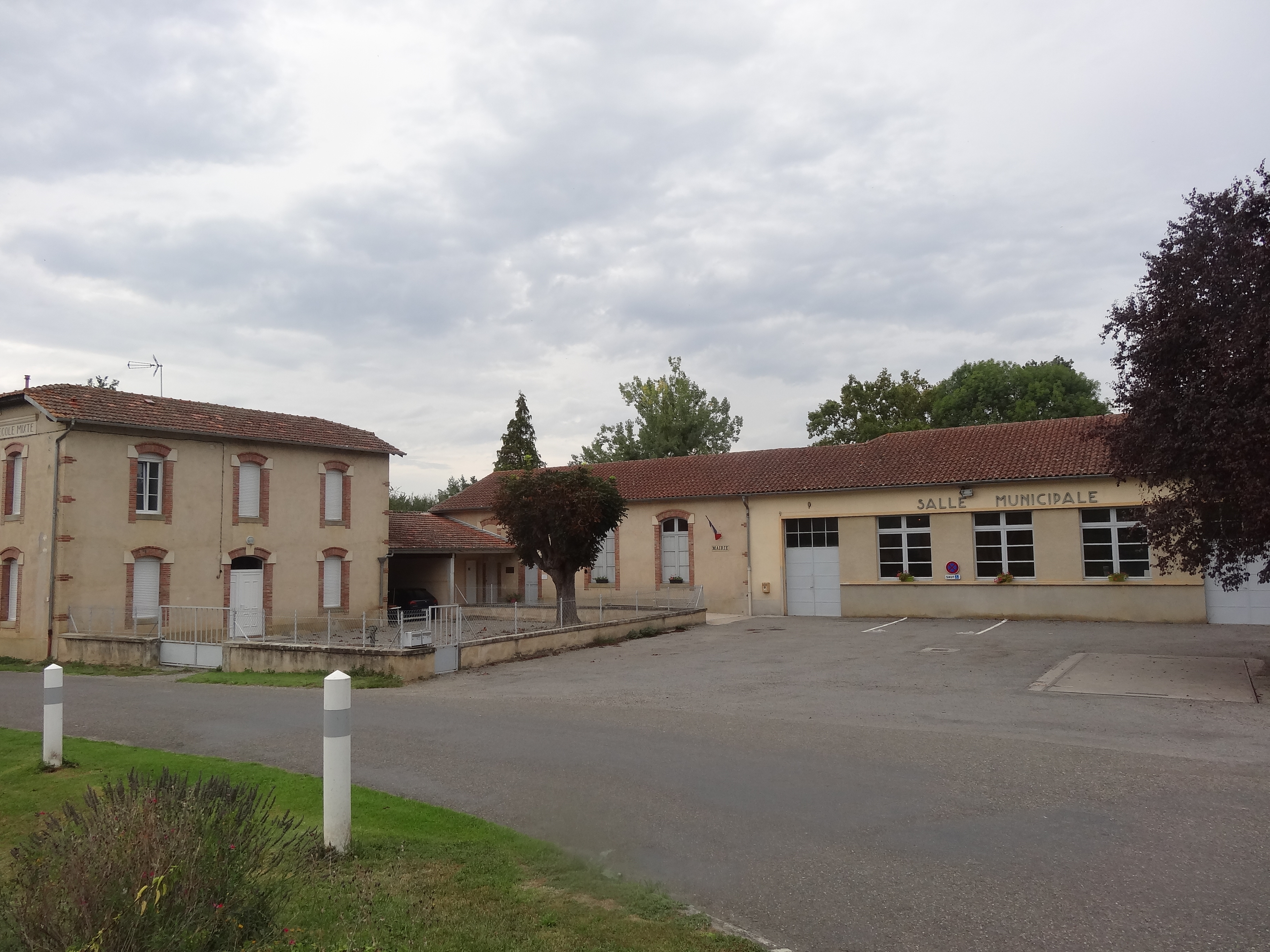
Foyer et ancienne école de la commune.

## Politique et administration

### Liste des maires

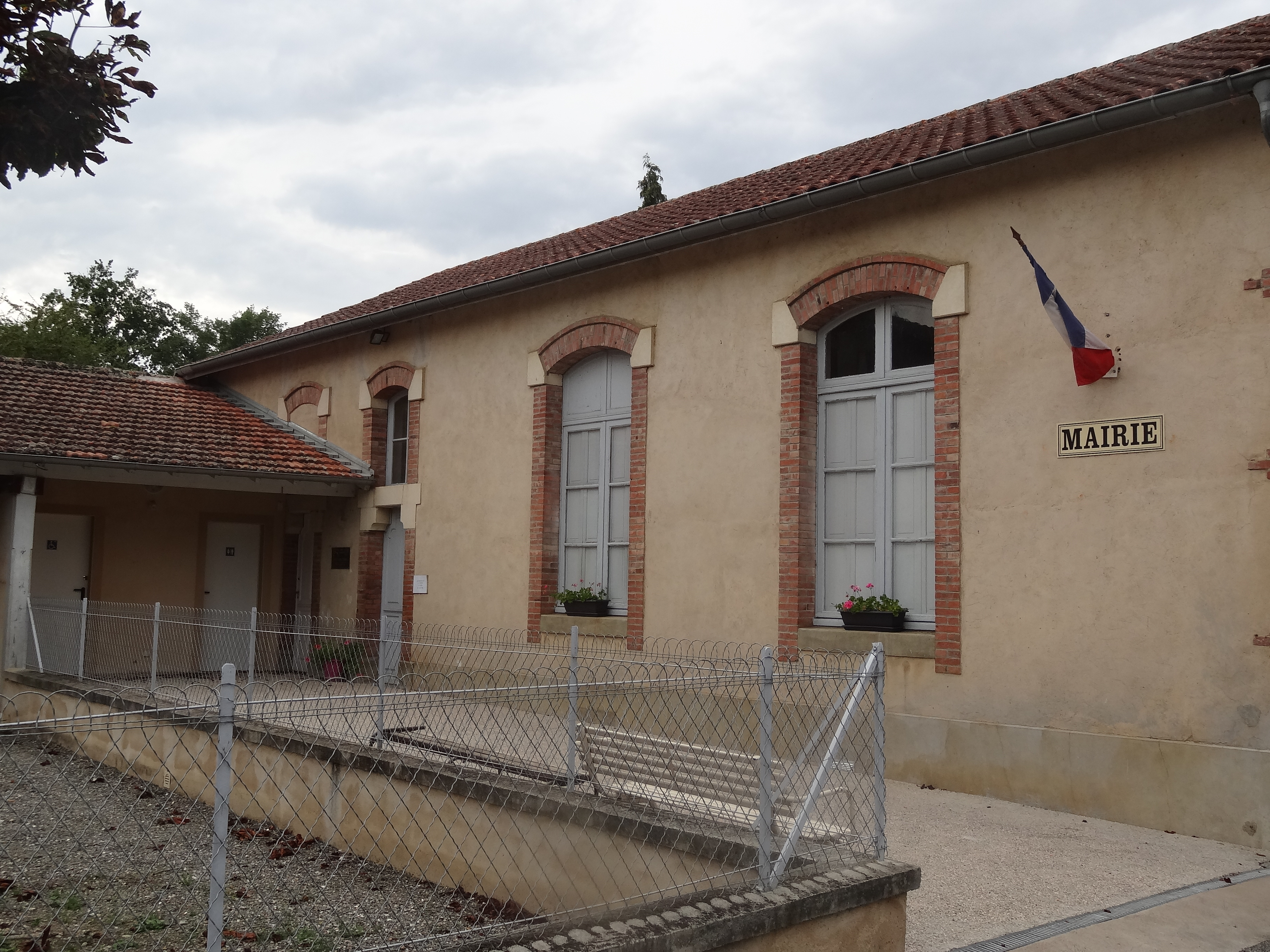
La mairie.

| Période                                  | Période  | Identité           | Étiquette | Qualité                     |
| ---------------------------------------- | -------- | ------------------ | --------- | --------------------------- |
| avant 1981                               | ?        | Robert Collongues  | PCF       |                             |
| mars 2001                                | 2008     | Jean-Claude Calvat |           |                             |
| mars 2008                                | 2014     | Michel Cros        |           |                             |
| 2014                                     | En cours | Chantal Cazes      | DVG       | Salariée du secteur médical |
| Les données manquantes sont à compléter. |          |                    |           |                             |

## Démographie
L'évolution du nombre d'habitants est connue à travers les recensements de la population effectués dans la commune depuis 1793. Pour les communes de moins de 10 000 habitants, une enquête de recensement portant sur toute la population est réalisée tous les cinq ans, les populations de référence des années intermédiaires étant quant à elles estimées par interpolation ou extrapolation. Pour la commune, le premier recensement exhaustif entrant dans le cadre du nouveau dispositif a été réalisé en 2004.

En 2022, la commune comptait 73 habitants, en évolution de −23,16 % par rapport à 2016 (Gers : +1,04 %, France hors Mayotte : +2,11 %).
| 1793 | 1800 | 1806 | 1821 | 1831 | 1841 | 1846 | 1851 | 1856 |
| ---- | ---- | ---- | ---- | ---- | ---- | ---- | ---- | ---- |
| 349  | 124  | 368  | 342  | 372  | 370  | 355  | 355  | 348  |

| 1861 | 1866 | 1872 | 1876 | 1881 | 1886 | 1891 | 1896 | 1901 |
| ---- | ---- | ---- | ---- | ---- | ---- | ---- | ---- | ---- |
| 369  | 344  | 361  | 354  | 337  | 333  | 296  | 314  | 295  |

| 1906 | 1911 | 1921 | 1926 | 1931 | 1936 | 1946 | 1954 | 1962 |
| ---- | ---- | ---- | ---- | ---- | ---- | ---- | ---- | ---- |
| 260  | 250  | 218  | 225  | 205  | 189  | 197  | 170  | 167  |

| 1968 | 1975 | 1982 | 1990 | 1999 | 2004 | 2006 | 2009 | 2014 |
| ---- | ---- | ---- | ---- | ---- | ---- | ---- | ---- | ---- |
| 138  | 117  | 108  | 122  | 118  | 121  | 130  | 123  | 102  |

| 2019 | 2022 | - | - | - | - | - | - | - |
| ---- | ---- | - | - | - | - | - | - | - |
| 80   | 73   | - | - | - | - | - | - | - |

### Manifestations culturelles et festivités
- Fête patronale : 15 août[28].

## Économie

### Emploi
|                | 2008  | 2013  | 2018   |
| -------------- | ----- | ----- | ------ |
| Commune        | 0 %   | 8,3 % | 10,6 % |
| Département    | 6,1 % | 7,5 % | 8,2 %  |
| France entière | 8,3 % | 10 %  | 10 %   |

En 2018, la population âgée de 15 à 64 ans s'élève à 50 personnes, parmi lesquelles on compte 76,6 % d'actifs (66 % ayant un emploi et 10,6 % de chômeurs) et 23,4 % d'inactifs,. En  2018, le taux de chômage communal (au sens du recensement) des 15-64 ans est supérieur à celui du département et de la France, alors qu'en 2008 la situation était inverse.
La commune est hors attraction des villes,. Elle compte 19 emplois en 2018, contre 15 en 2013 et 14 en 2008. Le nombre d'actifs ayant un emploi résidant dans la commune est de 34, soit un indicateur de concentration d'emploi de 55,6 % et un taux d'activité parmi les 15 ans ou plus de 49,3 %.
Sur ces 34 actifs de 15 ans ou plus ayant un emploi, 15 travaillent dans la commune, soit 44 % des habitants. Pour se rendre au travail, 87,5 % des habitants utilisent un véhicule personnel ou de fonction à quatre roues, 3,1 % s'y rendent en deux-roues, à vélo ou à pied et 9,4 % n'ont pas besoin de transport (travail au domicile).

### Activités hors agriculture
4 établissements sont implantés  à Ponsan-Soubiran au 31 décembre 2019.
Le secteur du commerce de gros et de détail, des transports, de l'hébergement et de la restauration est prépondérant sur la commune puisqu'il représente 50 % du nombre total d'établissements de la commune (2 sur les 4 entreprises implantées  à Ponsan-Soubiran), contre 27,7 % au niveau départemental.

### Agriculture
|               | 1988 | 2000 | 2010 | 2020 |
| ------------- | ---- | ---- | ---- | ---- |
| Exploitations | 17   | 13   | 10   | 9    |
| SAU (ha)      | 550  | 593  | 463  | 569  |

La commune est dans l'Astarac, une petite région agricole englobant tout le Sud du département du Gers, un quart de sa superficie, et correspond au pied de lʼéventail gascon. En 2020, l'orientation technico-économique de l'agriculture  sur la commune est la culture de céréales et/ou d'oléoprotéagineuses. Neuf exploitations agricoles ayant leur siège dans la commune sont dénombrées lors du recensement agricole de 2020 (17 en 1988). La superficie agricole utilisée est de 569 ha,,.

## Culture locale et patrimoine

### Lieux et monuments
- L'église Notre-Dame-de-l'Assomption : elle a été construite durant la première moitié du XIXe siècle et comporte un chevet semi-circulaire. L'édifice est inscrit à l'inventaire des monuments historiques depuis 2015[32] ;
- Le château de Ponsan : il est bâti à l'emplacement d'un ancien château détruit au XVIe siècle par les huguenots. Il possède une large façade datant du XIXe et possède des toits en ardoise (combles à la Mansart) ainsi que des cheminées de brique ;
- Sarcophages paléochrétiens à proximité de l'ancienne église.

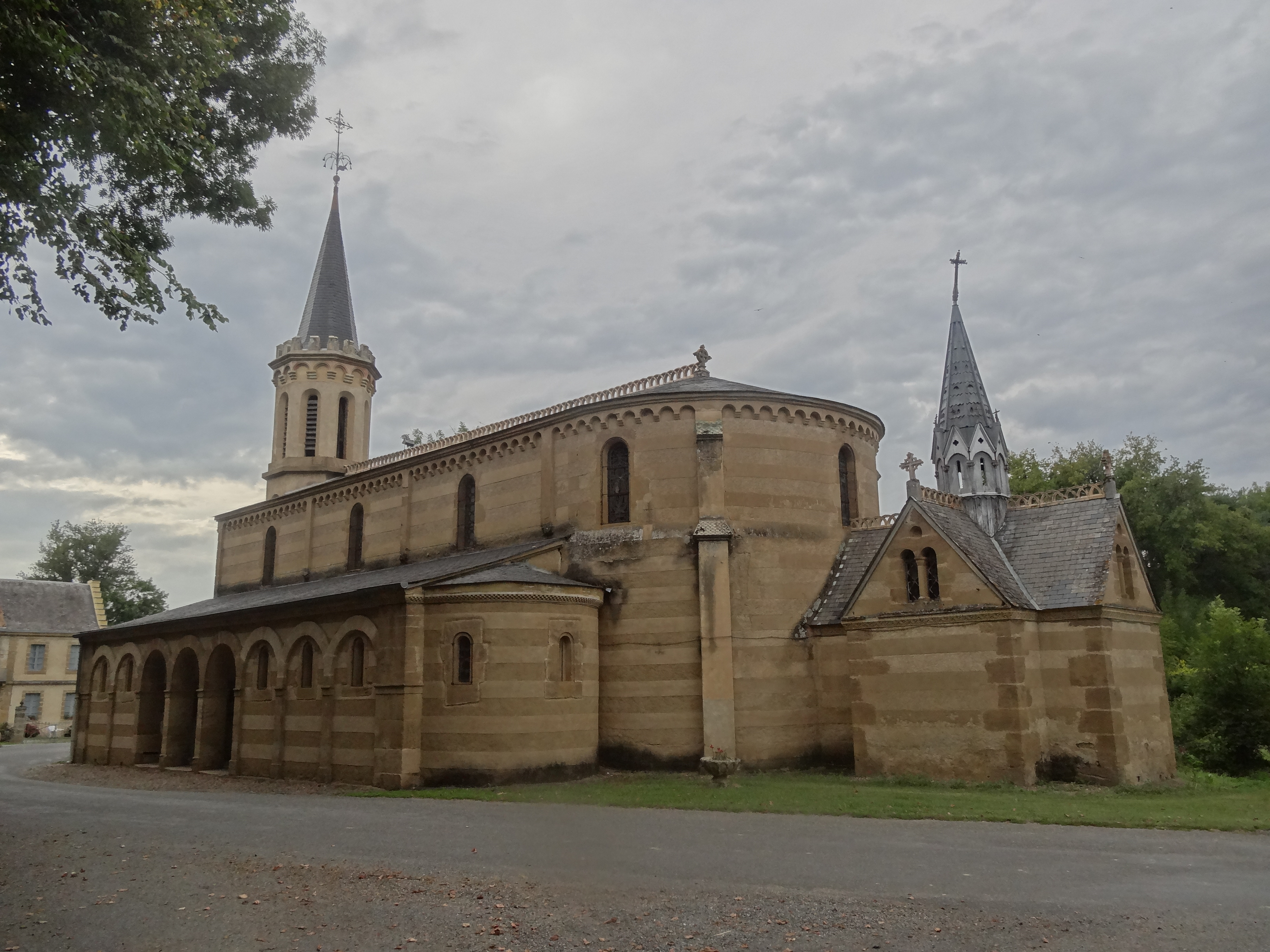
Autre vue de l'église.
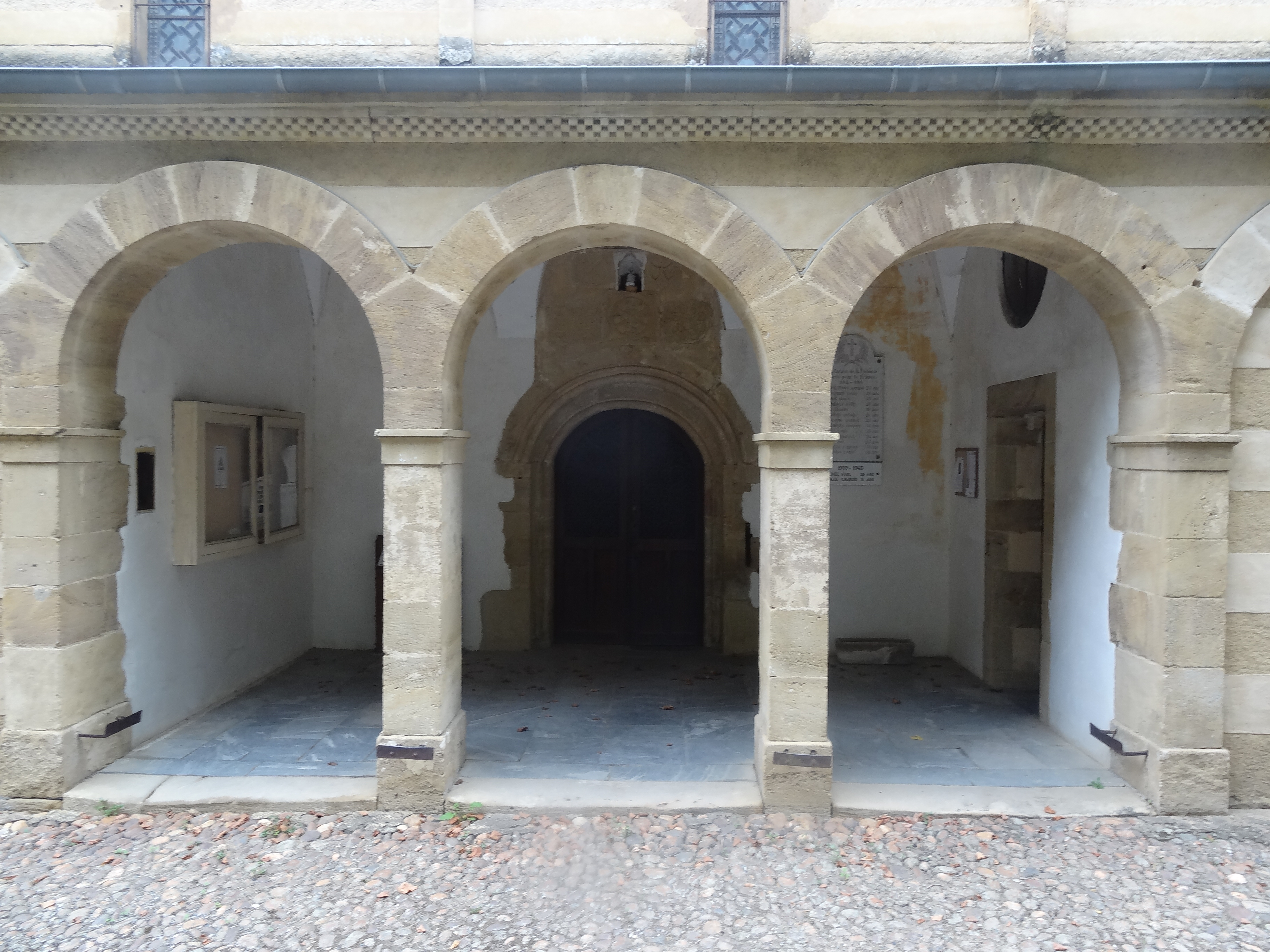
Porche de l'église.
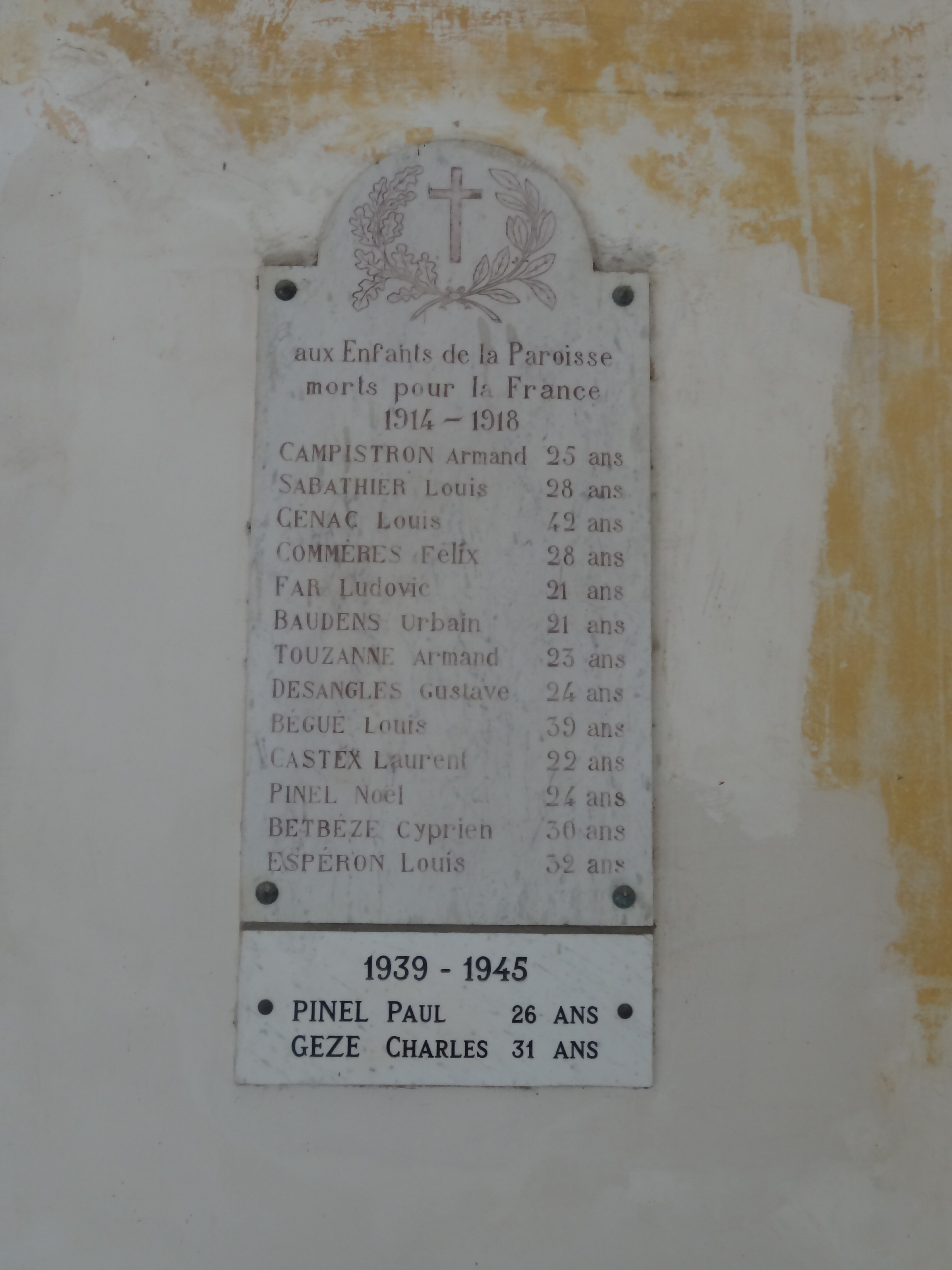
Monument aux morts situé sous le porche de l’église.
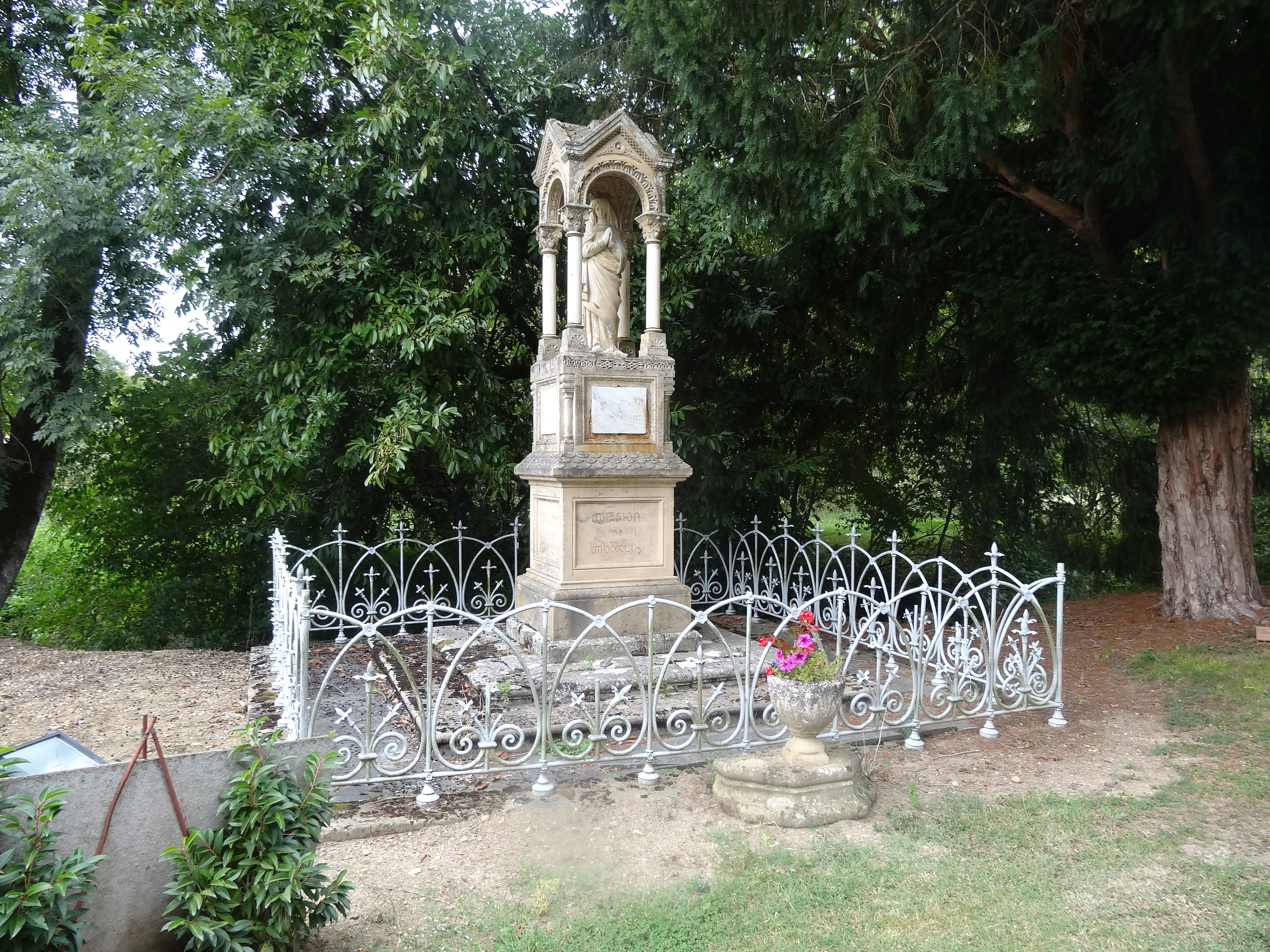
Statue.
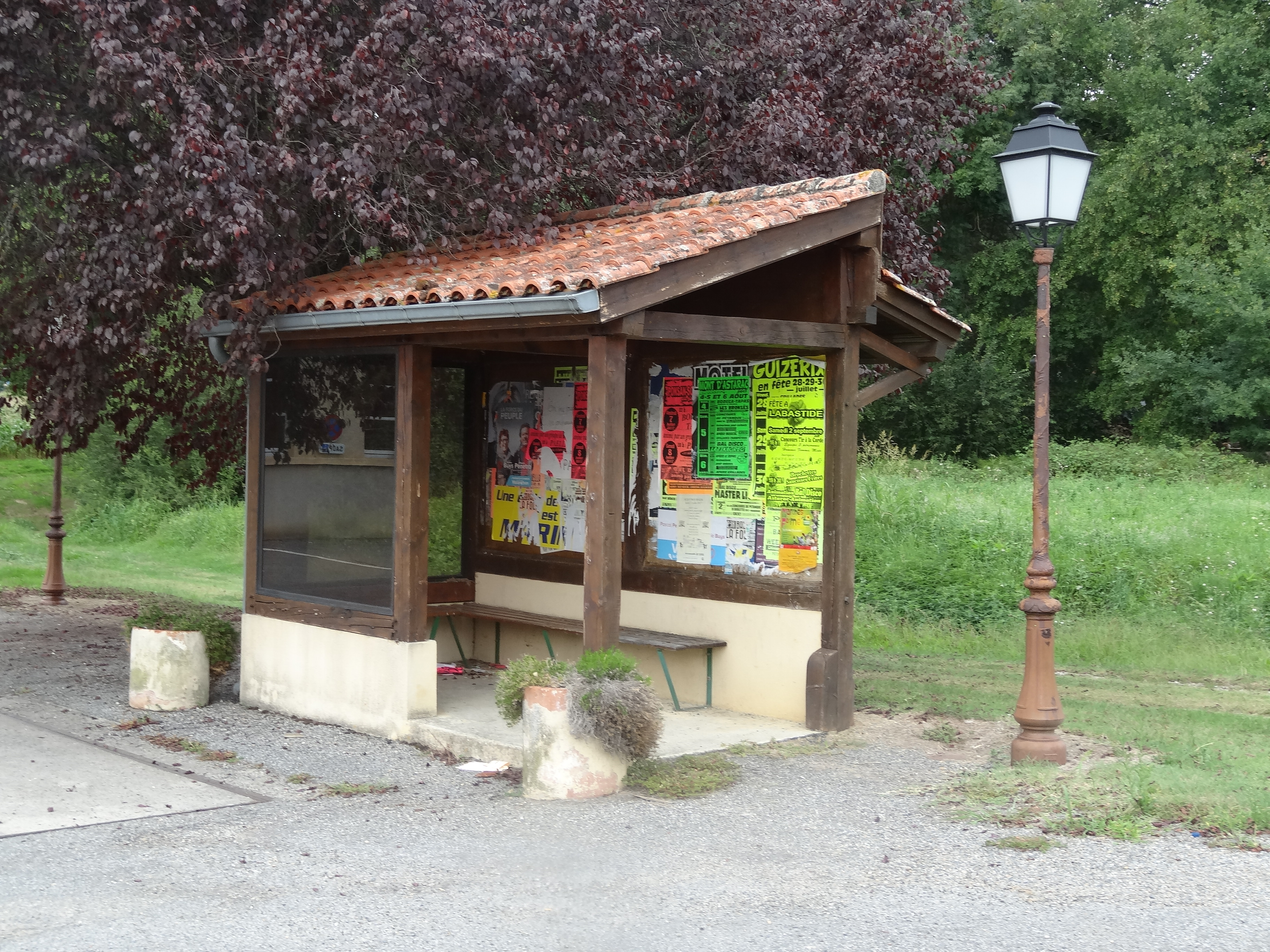
Abribus et panneau d'affichage.
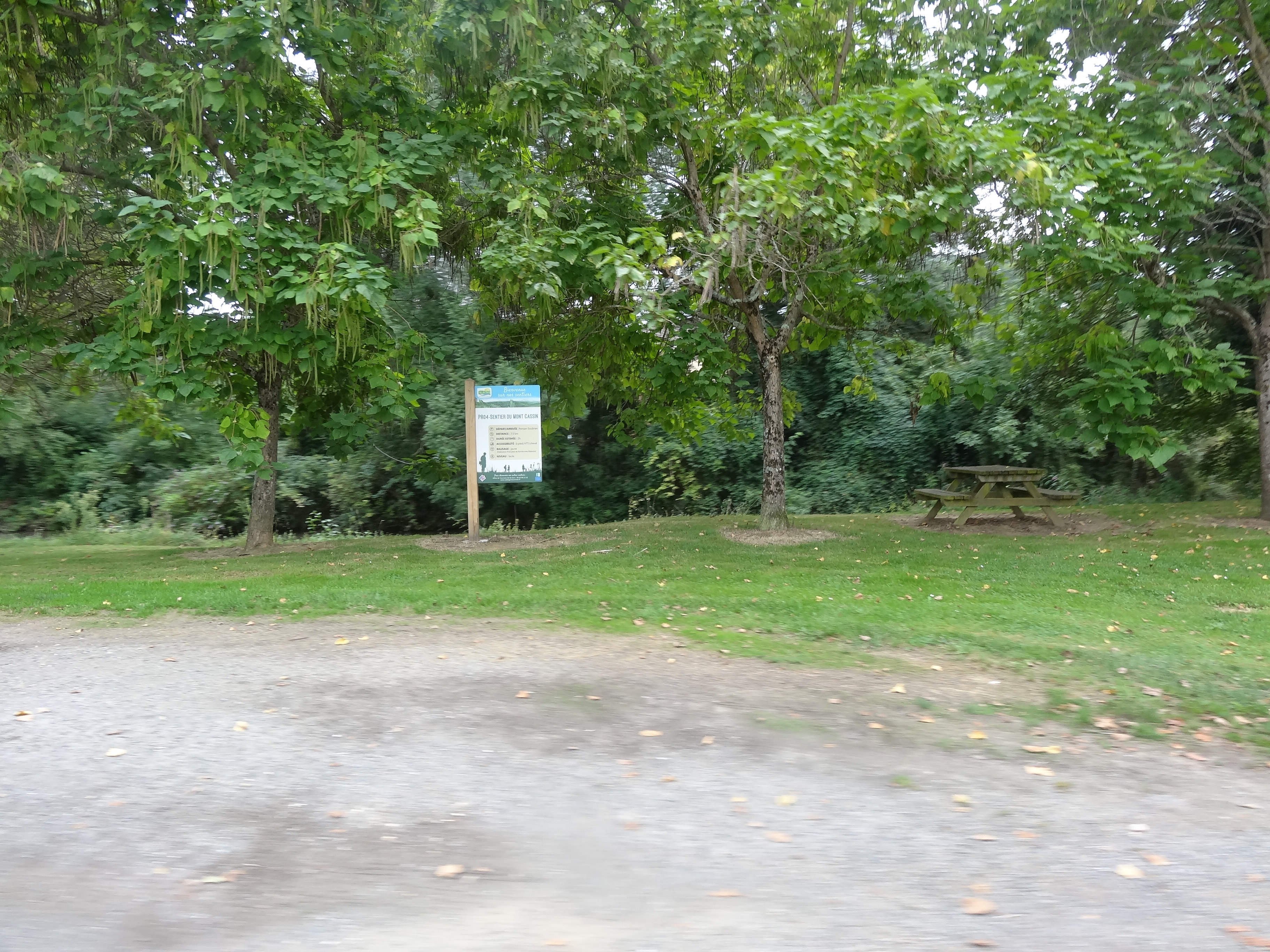
Espace vert.

### Personnalités liées à la commune
- Antoine François Bertrand de Molleville (1744-1818) : intendant et ministre, inhumé dans l'église de Ponsan-Soubiran.